# Декан (посада)
Декан (від грец. δέκα, дос. «десять»; досл. — «десятник») — глава факультету в освітній установі вищої професійної освіти; безпосередньо керує навчальною, виховною і науковою роботою на факультеті.
Посада декана факультету належить до професорсько-викладацького складу.
Здебільшого декан обирається професорами, викладачами та науковими співробітниками факультету.
Декан затверджується на посаді наказом ректора. Декан факультету підпорядковується безпосередньо ректору, проректору з навчальної частини.
Вимоги до кваліфікації декана в Україні: «Вища професійна освіта, стаж наукової або науково-педагогічної роботи не менше 5 років, наявність наукового ступеня або вченого звання».

## Обов'язки
Декан займається поточними питаннями у навчанні студентів: від формування академічних груп до організації випускних заходів. Слідкує за організацією навчального процесу, аналізує успішність навчання студентів на своєму факультеті, організовує ліквідацію академічної заборгованості, контролює роботу кафедр університету. Організовує проведення виробничих зборів із студентами з питань організації навчального процесу, проведення старостатів та участь у них. Бере участь у плануванні державних випускних іспитів, слідкує за організацією роботи кураторів груп, займається організацією та контролем роботи студентів у літній період, роботою та звітуванням у ректорській раді.  